# Anton Emanuel Schönbach

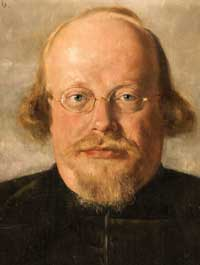
Anton Emanuel Schönbach.

Anton Emanuel Schönbach, född den 29 maj 1848 i Rumburg, Böhmen, död den 25 augusti 1911 i Schruns, var en österrikisk litteraturhistoriker.
Schönbach, som var lärjunge till Wilhelm Scherer och Müllenhoff, verkade sedan 1876 som ordinarie professor i tysk filologi vid Graz universitet. Schönbachs synnerligen omfattande verksamhet ägnades till största delen åt den tyska medeltidslitteraturen.